# Tom Morello
Pour les articles homonymes, voir Morello.
Tom Morello, né Thomas Baptist Morello le 30 mai 1964, est un guitariste américain, connu pour sa participation aux groupes Rage Against the Machine, Audioslave, son projet solo acoustique The Nightwatchman, et son groupe, Street Sweeper Social Club. Morello est aussi le cofondateur (avec Serj Tankian) de l'organisation politique à but non lucratif Axis of Justice, qui diffuse un programme mensuel sur Pacifica Radio station KPFK (90.7 FM) à Los Angeles. Depuis 2014, il participe également en tant que membre occasionnel au E Street Band de Bruce Springsteen, avec qui il a collaboré sur l'album High Hopes. De 2016 à 2019, Tom Morello était un membre du supergroupe Prophets of Rage.
Né à Harlem, à New York, il grandit à Libertyville, dans l'Illinois et s'intéresse à la musique et à la politique à l'école secondaire. Il fréquente l'Université Harvard et y obtient une licence en sciences sociales. Après la dissolution de son premier groupe, Lock Up, Morello rencontre Zack de la Rocha ; ils créent Rage Against the Machine, qui devient l'un des groupes de rock les plus populaires et les plus influents des années 1990. Il est surtout connu pour son style unique et créatif à la guitare, qui intègre le feedback noise (larsen), un jeu de picking non-conformiste et le tapping ainsi qu'une utilisation importante de pédales d'effet.
Morello est également connu pour ses opinions politiques d'extrême gauche et son militantisme ; la création de son side-project The Nightwatchman lui a permis d'exprimer ses idées pendant qu'il jouait une musique apolitique avec Audioslave. Il est classé 40e sur les « 100 meilleurs guitaristes de tous les temps » de 2011 par le magazine Rolling Stone.

## Enfance
Tom Morello est né le 30 mai 1964, à Harlem, à New York, de Ngethe Njoroge et Mary Morello. Morello est d'origine irlandaise et sicilienne du côté de sa mère, et kényane du côté de son père. Sa mère était institutrice à Marseilles, dans l'Illinois, titulaire d'une maîtrise universitaire ès lettres de l'université Loyola de Chicago et avait voyagé en Allemagne, en Espagne, au Japon et au Kenya en tant que professeur de langue anglaise entre 1977 et 1983. Son père Omarzin était un Kényan et a participé à la révolte des Mau Mau et servi comme premier ambassadeur du Kenya auprès de l'Organisation des Nations unies. Son arrière-grand-oncle, Jomo Kenyatta, a été le premier président élu de l'histoire du Kenya. Ses parents se sont rencontrés en août 1963 alors qu'ils assistaient à une manifestation pro-démocratie dans Nairobi. Après avoir découvert sa grossesse, Mary retourna aux États-Unis avec Njoroge en novembre, et ils se marièrent à New York.
Alors que Morello était âgé de 16 mois, son père retourna au Kenya, et nia sa paternité,.  Morello a donc été élevé uniquement par sa mère à Libertyville, Illinois, dans une banlieue de Chicago, où il fréquenta la Libertyville High School, où sa mère était professeur d'histoire américaine. Elle était professeur principal d'Adam Jones du groupe Tool, camarade de classe de Tom et également guitariste. Morello a chanté dans la chorale du lycée et s'est investi dans le club de discours et celui de théâtre; il joue un premier rôle, Obéron, dans Le Songe d'une nuit d'été.
Morello est diplômé du lycée avec les honneurs en juin 1982 et s'inscrit à l'université Harvard en sciences politiques. Il fut le premier étudiant de son établissement secondaire à être accepté à Harvard, et également la première personne à Libertyville, Illinois à y être inscrite. Morello obtient en 1986 un baccalauréat universitaire en lettres en sciences sociales. De 1987 à 1988, Morello travaille pour le bureau d'un sénateur démocrate, Alan Cranston ; cette expérience se révèle négative pour Morello, qui décida de ne jamais poursuivre une carrière dans la politique.
À Harvard, il joue dans le groupe Bored of Education avec Carolyn R. Bertozzi future lauréate du Prix Nobel de chimie.

## Influences musicales
À treize ans, Morello rejoint son premier groupe, qui joue des reprises de Led Zeppelin et achète alors sa première guitare. Vers 1984, Morello commence à étudier la guitare. La même année, il forme un groupe appelé Electric Sheep avec le futur guitariste de Tool : Adam Jones. Le groupe écrit des morceaux originaux qui comprennent des paroles politiquement engagées. Tom Morello a dit être profondément influencé par Run–D.M.C. et Jam Master Jay en particulier. Cette influence est perceptible dans la chanson Bulls on Parade où son solo de guitare imite des sons de scratchs de platine. The Bomb Squad et Public Enemy eurent également un impact important sur son style musical.

## Carrière musicale

### Les débuts
Tom Morello commence sa carrière au sein du groupe Lock Up, il participa à l'album Something Bitchin This Way Come (1989).
Il rencontre Zack de la Rocha et, frappé par le message de ses textes, décide de former un groupe avec lui. Zack contacta un vieil ami bassiste, Tim Commerford et ils engagèrent le batteur Brad Wilk : Rage Against The Machine était né.

### Rage Against the Machine
Tom Morello se fait connaître grâce à Rage Against the Machine qui rencontre un succès fulgurant.

### Audioslave
Après que Zack de la Rocha a quitté Rage Against the Machine, le reste du groupe (Tom Morello, Tim Commerford et Brad Wilk) décide une rencontre avec l'ancien chanteur de Soundgarden, Chris Cornell à la suite d'une suggestion du producteur Rick Rubin, afin de jouer ensemble lors d'une rencontre improvisée. Le groupe est appelé une première fois « Civilian », puis change de nom pour Audioslave. Il s'ensuivra alors près de trois albums avant que le groupe ne se sépare.
En 2007, Rage Against the Machine se reforme et Tom Morello reprend la guitare.

### Street Sweeper Social Club
Tom Morello a annoncé en mars 2009 avoir fondé un nouveau groupe avec le rappeur Boots Riley, intitulé Street Sweeper Social Club. Un premier album éponyme sort le 16 juin 2009. Le second intitulé The Ghetto Blaster EP et constitué de reprises est sorti le 15 août 2010.

### Projets solos
Morello est aussi cofondateur d'Axis of Justice (avec Serj Tankian, chanteur de System of a down), une organisation à but non lucratif et d'une émission de radio militante, création accompagnée de concerts regroupant de nombreux artistes dans les mois qui ont précédé la campagne électorale américaine de 2004 pour s'insurger contre la politique de George W. Bush. Inspiré par les œuvres de Che Guevara, George Orwell et Mumia Abu-Jamal entre autres, l'organisation travaille depuis sa création sur l'amélioration des droits des immigrants ainsi que sur l'abolition de la peine de mort à travers le monde.
Tom Morello a également sorti son album solo One Man Revolution sous le pseudo de The Nightwatchman le 24 avril 2007.
Il sort un deuxième album solo sous ce pseudonyme, The Fabled City, le 6 octobre 2008. Serj Tankian, le chanteur du groupe System of a Down, a participé à l'enregistrement de cet album en faisant les voix secondaires.
Le 17 mai 2011, il sort son 4e album solo Union town dont certaines chansons ont été chantées pendant ses participations aux manifestations ouvrières.
Le 26 aout 2011, il sort son 5e album World Wide Rebel Songs, le premier single s'intitule Black Spartacus Heart Attack Machine ; on peut noter la participation de Ben Harper sur le titre Save the Hammer for the Man.

### Autres projets
Il participe à trois titres de l'album Antipop de Primus en 1999.
Morello a travaillé avec The Crystal Method sur leur album de 2001, Tweekend. Il a coproduit et joué sur Name of the Game et sur Wild, Sweet and Cool.
Morello a produit l'album d'Anti-Flag de 2003, The Terror State. Il a joué avec Anti-Flag dans certains de leurs concerts.
Morello a joué sur le single No Man Army de The Prodigy, publié dans le single de Smack My Bitch Up. Il s'agit de la version instrumentale de la musique One Man Army, que l'on peut entendre dans la bande originale du film Spawn.
Le groupe de rock alternatif latino Outernational est soutenu en 2006 par Tom Morello qui les présente comme le groupe qui pourrait succéder à Rage et produit plusieurs de leurs titres.
Morello apparaît sur scène avec Tool lors de leur concert au Bonnaroo Music and Art Festival de 2007, lors du morceau Lateralus.
Morello a été « assistant guitare électrique » dans le film Iron Man (2008) ; il a aussi joué le rôle du premier terroriste tué, lors de la scène dans le souterrain des rebelles.
Morello apparaît sur scène le 7 avril 2008 à Anaheim avec Bruce Springsteen pour interpréter The Ghost of Tom Joad pour l'enregistrement du live Magic Tour Highlights.
En 2010, Morello participe aux titres Shut 'Em Down et Rise Up de l'album Rise Up du groupe Cypress Hill.
En 2011, Morello participe à la reprise du titre Gate 21 de Serj Tankian. Cette reprise est nommée Goodbye - Gate 21 (Rock Remix). Il participe également à la compilation Chimes of Freedom d'Amnesty International, en reprenant Blind Willie McTell de Bob Dylan.
En 2012, il est invité sur l'album The Evil Empire of Everything de Public Enemy.
En 2012, il signe le scenario du comics Orchid, dessiné par Scott Hepburn. Il parait chez 100%fusion aux USA, et est traduit en français en 2 tomes chez panini comics. Grâce à ce comics se déroulant dans un univers post-apocalyptique, sur fond de rébellion et de conscience écologique, Morello prouve qu'il a une capacité d’écriture qui sort du cadre de la chanson.
En 2013, il participe au titre Opinion avec Device sur l'album éponyme du groupe. Il participe également sur 8 des 12 titres de l'album High Hopes de Bruce Springsteen. Il remplacera Steve Van Zandt pour la tournée australienne du E Street Band en 2014.
En 2013, il travaille avec Calle 13 sur le titre Multi Viral. Il va notamment participer au titre Pacific Rim du même nom que le film, avec Ramin Djawadi.
En 2014, il participe au titre Drawbar de Linkin Park sur l'album The Hunting Party.
En 2015, il collabore avec le groupe de musique électronique Knife Party, sur leur morceau Battle Sirens.

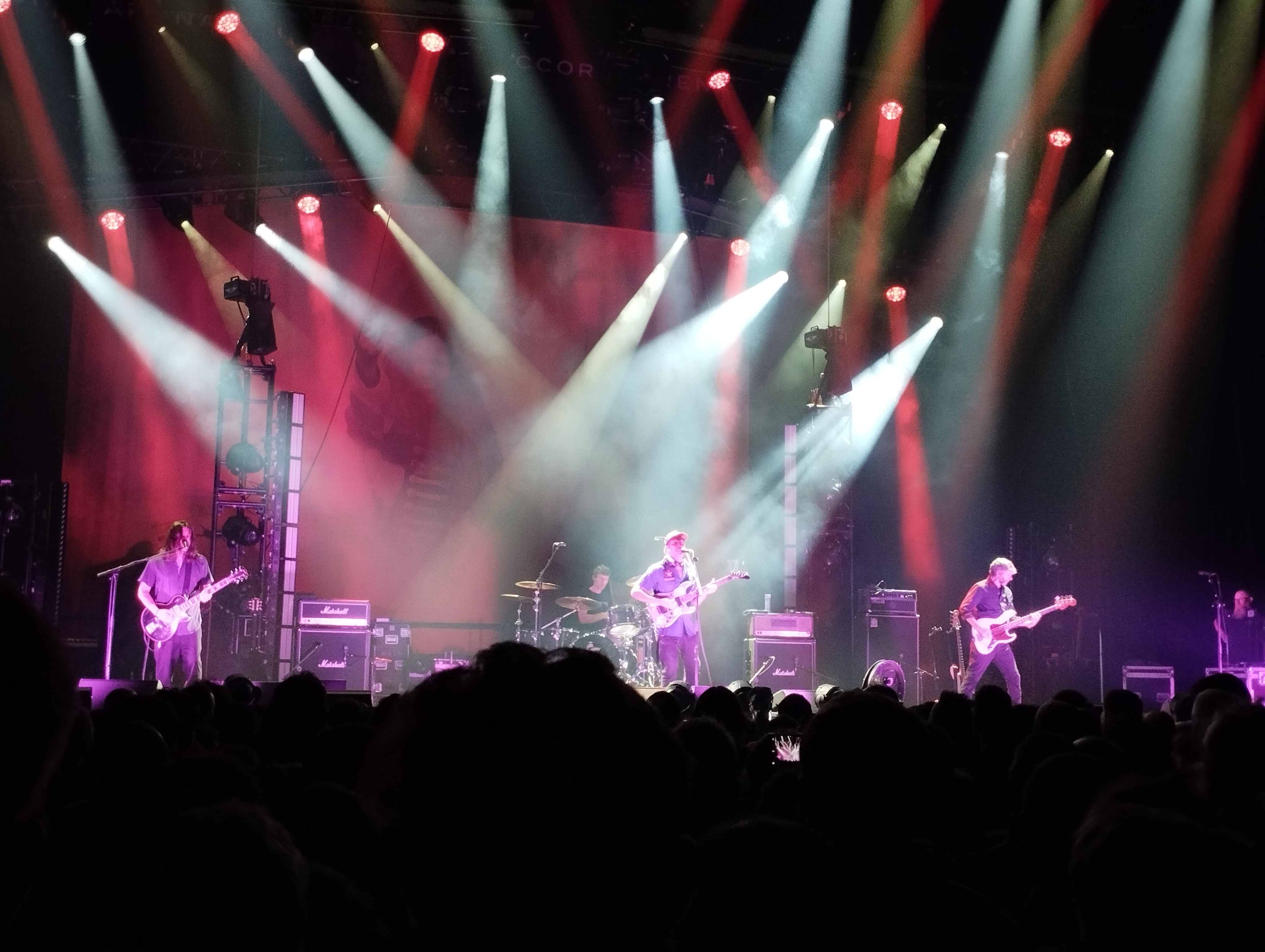
Tom Morello en concert l'Accor Arena, en première partie de The Smashing Pumpkins, le 16 juin 2024.

En 2016, il forme le supergroupe Prophets of Rage avec les anciens RATM Tim Commerford et Brad Wilk, ainsi que le rappeur Chuck D et DJ Lord de Public Enemy, et le MC de Cypress Hill, B-Real. Ils organisent une tournée en jouant des morceaux des 3 groupes. Cette formation est présentée par ses membres comme une action politique, en réaction notamment à la candidature de Donald Trump à l'élection présidentielle américaine de 2016. C'est d'ailleurs le (street-)artist, designer et activiste Shepard Fairey qui dessine le logo « poing levé » de ce projet militant[réf. nécessaire].
En 2021, il collabore avec le groupe The Pretty Reckless pour le morceau And So It Went et avec le groupe Bring Me the Horizon pour le morceau Let's Get The Party Started.
En 2022, il collabore avec le groupe Måneskin pour le morceau Gossip sorti le 13 janvier 2023.
En 2023, il collabore avec le groupe japonais Babymetal sur la chanson メタり！！(METALI!!), qui est sortie le 18 août.
En 2024, il figure sur le titre "Come Play" de Stray Kids avec Young Miko, présent sur la bande originale de la saison 2 de la série Arcane.

## Matériel

### Effets
- Dunlop Cry Baby (Wah-wah)
- Digitech Whammy WH-1 (ou Pedal Bend)
- Boss DD-2 (Delay Numérique)
- DOD EQ (Égaliseur Graphique)
- Ibanez DFL Flanger  (Flanger)
- Boss Tremolo TR-2
- Dunlop MXR Phase 90 (Phaser)

### Guitares
- 1980 "Arm The Homeless", guitare principale de Tom Morello. Elle est équipée d'un vibrato type Floyd Rose Ibanez Edge, de micros EMG 81 et EMG H et d'un manche Type Kramer Carrera. Tom raconte qu'il cherchait à obtenir le son de Randy Rhoads sur le titre Mr. Crowley quand il a monté cette guitare; ce fut en vain, mais le son inimitable qu'il obtint est devenu sa marque de fabrique.
- 1990 Fender Telecaster Standard Electric Guitar
- 1990 Home-Made Stratocaster Electric Guitar
- 1960 Goya Rangemaster Electric Guitar
- James Trussart Steelcaster
- Gibson Les Paul Standard
- 1994 Ibanez Talman
- Ibanez Galvador "Whatever it takes"
- Gibson "Black Spartacus"

### Harmonicas
- Hohner Bob Dylan Signature

## Amplis

### Têtes d'amplis
- 1. Marshall 2205 JCM 800

### Baffles
- 1. Peavey Cabinet / 4x12

## Technique
Tom Morello est connu pour utiliser beaucoup d'effets sur sa guitare électrique. Grâce à une utilisation de ses différentes pédales d'effets (notamment la whammy), il parvient à imiter un son de scratch[évasif] sur disque vinyle, à la manière des DJ, par exemple. Il utilise aussi un killswitch pour pouvoir attaquer les notes sans médiator. Contrairement à la plupart des guitaristes de metal, Morello utilise un son de guitare peu saturé. Il se sert également du feedback de son ampli pour obtenir un son très particulier, audible sur plusieurs titres, dont Sleep Now In The Fire. Il a été élu pour la 4e fois consécutive meilleur guitariste au 24e « Annual California Music Awards ».[réf. nécessaire]

## Discographie
Pour les participations (Featuring), se référer au paragraphe ci-dessus.
Ne figurent ici que les albums où Tom Morello apparaît réellement comme guitariste.

### Lock Up
- Something Bitchin' This Way Comes (1989)

### Rage Against the Machine
- Rage Against the Machine (1992)
- Evil Empire (1996)
- Live and Rare (1998)
- The Battle of Los Angeles (1999)
- Renegades (2000)
- Live at the Grand Olympic Auditorium  (2003)

### Audioslave
- Audioslave (2002)
- Out of Exile (2005)
- Revelations  (2006)

### The Nightwatchman
- One Man Revolution (2007)
- The Fabled City (2008)
- Union Town (2011)
- World Wide Rebel Songs (2011)

### Street Sweeper Social Club
- Street Sweeper Social Club (album) (2009)
- The Ghetto Blaster EP (2010)

### Prophets of Rage
- The Party’s Over (EP) (2016)
- Prophet of Rage (2017)

### Solo
- The Atlas Underground (2018)
- The Atlas Underground Fire (2021)

## Jeux vidéo
Tom Morello est le premier boss à affronter en mode carrière dans le jeu vidéo Guitar Hero III: Legends of Rock, ainsi qu'un personnage jouable. Une vidéo disponible dans le jeu lui est également consacrée. Il joue à Donjons & dragons depuis son enfance et convaincu son ami, Vince Vaughn, acteur, de participer dans un club de JDR de célébrités à Los angeles.

## Engagement politique
Tom Morello est membre du syndicat international Industrial Workers of the World. Il préface en 2007 le Big Red Songbook, compilations de chansons historiques des IWW.
Durant le mouvement Occupy, il chante dans de nombreuses manifestations tel Occupy Wall Street, Los Angeles, San Francisco, Chicago, Seattle, Vancouver, British Columbia, Nottingham et Newcastle.